# Numero 1 (Mario Merola)
Numero uno  è una raccolta di Mario Merola del 2002.

## Tracce
- A dolce vita
- Cient appuntament
- A' sciurara
- Cient catene
- Zappatore
- Allegretto ma non troppo
- Lacrime napulitane
- Ave Maria
- Chella ca sfronne 'e rose
- E quatte vie
- Mamma addo' sta
- È bello 'o magna